# Joseph Zada
Joseph Zada est un acteur australien. 
Il est apparu dans des séries télévisées telles que Total Control et la série australienne Invisible Boys, ainsi que dans les films australiens Bilched (2019) et The Speedway Murders (2023) . 
Il est révélé au grand public par le rôle de Johnny Sinclair dans la série télévisée Nous les menteurs (We Were Liars).

## Jeunesse et vie personnelle
Zada a grandi à Sydney, en Australie. Il a 3 frères et sœurs, dont Hal Cumpston. Il est le fils de l'acteur, médecin et réalisateur Jeremy Cumpston (en) et de la productrice de cinéma australienne Jessica Brentnall,. Il a déjà utilisé le nom de « Joseph Cumpston » dans sa carrière d'acteur.

## Carrière
Son premier rôle notable en tant qu'acteur a été dans la comédie dramatique Bilched de 2019, réalisée par son père Jeremy et avec son frère Hal. Joseph a joué un garçon nommé Toby,. Il est apparu dans 3 épisodes de la série dramatique politique australienne Total Control, jouant un personnage nommé Daniel présent au début de la troisième saison. Zada a joué dans la série Stan Invisible Boys de 2025 dans le rôle de Charlie Roth. La série suit les défis des adolescents de Geraldton à la suite de l'enquête postale sur la loi australienne sur le mariage, une enquête conçue pour évaluer le niveau de soutien au mariage homosexuel dans le pays, la série est centrée sur la recherche d'amitiés, de réconfort et de compréhension de ce qui les rend « invisibles ». Le Guardian a déclaré que Zada, ainsi que ses co-stars Joe Klocek, Aydan Calafiore et Zach Blampied, ont joué les rôles avec « profondeur et complexité ». Zada a été annoncé pour jouer Cal Trask dans la série Netflix À l’est d’Eden, une adaptation du roman de John Steinbeck de 1952 du même nom.
Le 30 mai 2024, il a été annoncé qu'il jouerait le rôle de Johnny Sinclair dans la série télévisée américaine Nous les menteurs (We Were Liars) développée par Julie Plec, mise en ligne le 18 juin 2025 sur Prime Video. Il s'agit de l'adaptation du roman Nous les menteurs de l'autrice américaine E. Lockhart, paru en 2014. Il joue aux cotés de Emily Alyn Lind, Esther McGregor (en), Caitlin Fitzgerald, Mamie Gummer et Candice King.
En avril 2025, il a été annoncé qu'il jouerait le rôle de Haymitch Abernathy dans le film Hunger Games : Lever de soleil sur la moisson, basé sur le roman préquel à succès The Hunger Games du même nom. Il partagera l'affiche du film avec Whitney Peak, qui incarnera Lenore Dove Baird, la petite amie de Haymitch. Le film est prévue pour le 20 novembre 2026. Erin Westerman, coprésidente de Lionsgate, a déclaré dans un communiqué précédant l'annonce du casting : « Après avoir auditionné des centaines d'artistes talentueux du monde entier, ces deux-là se sont démarqués, non seulement par leur talent, mais aussi par la vérité émotionnelle qu'ils ont apportée à ces rôles emblématiques. » En plus de commenter sur les opportunités qu'ils ont offertes à des acteurs moins connus comme Zada, « la franchise Hunger Games a longtemps été un tremplin pour de jeunes acteurs remarquables, et Jo et Whitney perpétuent cet héritage avec un cœur, une profondeur et une fougue incroyables. ».

## Filmographie

### Film
- 2019 : Bilched : Toby [16]
- 2023 : Les meurtres du Speedway : Dan [17]
- 2026 : Hunger Games : Lever de soleil sur la moisson : Haymitch Abernathy [18]

### Télévision
- 2024 : Total Control : Daniel (3 épisodes) [19]
- 2025 : Invisible Boys : Dustin (rôle principal)[20]
- 2025 : Nous les menteurs (We Were Liars) : Johnny Sinclair (rôle principale, 8 épisodes)
- 2026 : À l'est d'Eden : Cal Trask [21]